# Atthis
Atthis es un género obsoleto de aves apodiformes perteneciente a la familia Trochilidae —los colibríes— que agrupaba a dos especies nativas de México y América Central que fueron transferidas al género Selasphorus como resultado de estudios genético-moleculares realizados en 2014 y 2017, que demostraron que las especies Atthis heloisa —el colibrí de Heloísa— y A. ellioti —el colibrí de Elliot—,  estaban embutidas dentro de Selasphorus. Por lo tanto, el presente género es un sinónimo de Selasphorus. 

### Etimología
El nombre genérico femenino «Atthis» proviene de la mitología griega y se refiere a Átide, una hermosa joven mujer de Lesbos, y una favorita de la poetisa Safo.